# Canthidium persplendens
Canthidium persplendens är en skalbaggsart som beskrevs av Vladimir Balthasar 1939. Canthidium persplendens ingår i släktet Canthidium och familjen bladhorningar. Inga underarter finns listade.